# If We Were a Movie
"If We Were a Movie" é uma música da série Hannah Montana, cantada por Miley Cyrus, presente no álbum Hannah Montana OST. É também canção-tema de Miley Stewart e Jake Ryan, como pode ser visto no episódio "Good Golly, Miss Dolly". Nos Estados Unidos, a canção alcançou o número quarenta e sete na Billboard Hot 100 e no top quarenta da Pop 100. Um vídeo da música "If We Were a Movie" foi feito a partir de filmagens do desempenho de um show de Hannah na Radio Disney.

## Versão
A música tem duas versões no primeiro CD cantada apenas pela Hannah Montana e no terceiro cantada pela Hannah Montana & Corbin Bleu.[carece de fontes?]

## Paradas musicais
| Chart (2006)                | Posição |
| --------------------------- | ------- |
| Billboard Hot 100           | 47      |
| Billboard Hot Digital Songs | 20      |
| Billboard Pop 100           | 38      |